# Titus Iunius Montanus
Titus Iunius Montanus (vollständige Namensform Titus Iunius Gai filius Aniensi Montanus) war ein im 1. Jahrhundert n. Chr. lebender Angehöriger des römischen Senatorenstandes. Durch eine Inschrift, die in Alexandria Troas gefunden wurde, ist seine Laufbahn bekannt.
Montanus übte zunächst im Rahmen des Vigintivirats das Amt eines IIIvir aere argento auro flando feriundo aus. Danach leistete er seinen Militärdienst als Tribunus laticlavius in der Legio V Macedonica, die ihr Hauptlager in Oescus in der Provinz Moesia inferior hatte. Im Anschluss war er Quaestor in der Provinz Pontus et Bithynia. Nach Rom zurückgekehrt, wurde er Tribunus plebis und Praetor. Darüber hinaus wurde er in die Kultgemeinschaft der Sodales Titii aufgenommen. Danach war er für ein Jahr Statthalter (Proconsul) in der Provinz Sicilia.
Im Jahr 81 war er zusammen mit Lucius Vettius Paullus in den Monaten Mai und Juni Suffektkonsul; die beiden Konsuln sind durch die Arvalakten für den 1. und 17. Mai sowie durch eine Inschrift für den 29. Juni dieses Jahres belegt. Das Konsulpaar ist noch durch eine weitere Inschrift nachgewiesen.
Montanus war in der Tribus Aniensi eingeschrieben und stammte vermutlich aus Alexandria Troas. Er wurde in seiner Heimatstadt zum Patron gewählt; die Inschrift wurde ihm zu Ehren vom Stadtrat (decreto decurionum) errichtet. Montanus war wahrscheinlich ein Nachfahre von Titus Iunius Montanus, einem Angehörigen des römischen Ritterstandes (Eques), der in der Zeit von Augustus lebte. Der Vater von Montanus dürfte dann in den Senatorenstand aufgestiegen sein.

## Juvenal
In der Satire IV von Juvenal wird ein Montanus erwähnt, der zum engsten Kreis von Domitian (81–96) gehörte. Bernard Rémy geht davon aus, dass es sich dabei um Titus Iunius Montanus handelt. Laut Rémy wurden von anderen Historikern Curtius Montanus bzw. Lucius Venuleius Montanus Apronianus in Betracht gezogen. Edmund Groag hält L. Montanus für möglich, der während der Regierungszeit Neros (54–68) Statthalter in der Provinz Pontus et Bithynia war.

## Datierung
Bernard Rémy datiert einige Stationen seiner Laufbahn wie folgt: Tribunus laticlavius um 60, Quaestor in Pontus et Bithynia vermutlich am Anfang der Regierungszeit von Vespasian (69–79) und Statthalter in Sicilia wenigstens fünf Jahre nach seiner Praetur. Florian Matei-Popescu datiert seinen Militärdienst in der Legio V Macedonica an das Ende der Regierungszeit von Nero, möglicherweise, als die Legion im Osten des Römischen Reiches eingesetzt war. Werner Eck datiert die Statthalterschaft in die Regierungszeit von Vespasian.